# Sébastien Haller
Sébastien Romain Teddy Haller (n. 22 iunie 1994, Ris-Orangis, Île-de-France, Franța) este un fotbalist francez, care joacă pe post de atacant la Utrecht în Eredivisie. Pe plan internațional, are prezențe la națională pentru Coasta de Fildeș.
Haller și-a început cariera în Franța cu Auxerre și s-a mutat împrumutat la echipa olandeză Utrecht, din Eredivisie, în 2015, înainte de a semna pe o bază permanentă. Doi ani mai târziu, s-a mutat la clubul german Eintracht Frankfurt, câștigând DFB-Pokal în 2018. Echipa engleză din Premier League , West Ham United, l-a semnat un an mai târziu pentru un transfer record al clubului în valoare de 49,8 € milioane (45 GBP milioane). Haller s-a întors în Olanda în 2021, semnând cu Ajax, pentru o sumă record a clubului de 22,5 € milioane (18,8 GBP milioane). În primele șase luni, a câștigat Eredivisie și Cupa KNVB. A devenit primul jucător care a marcat în șapte meciuri consecutive din UEFA Champions League în sezonul 2021-22, apoi a fost transferat la Borussia Dortmund pentru o sumă inițială de 31 de milioane de euro.
Haller a reprezentat Franța la categoriile de tineret, înainte de a-și schimba loialitatea în 2020 către Coasta de Fildeș. A marcat la debutul său internațional împotriva Madagascarului și a reprezentat echipa națională la Cupa Africii pe Națiuni în 2021 și 2023, marcând golul victoriei în finala celui din urmă turneu.

## Cariera la națională

### Tineret

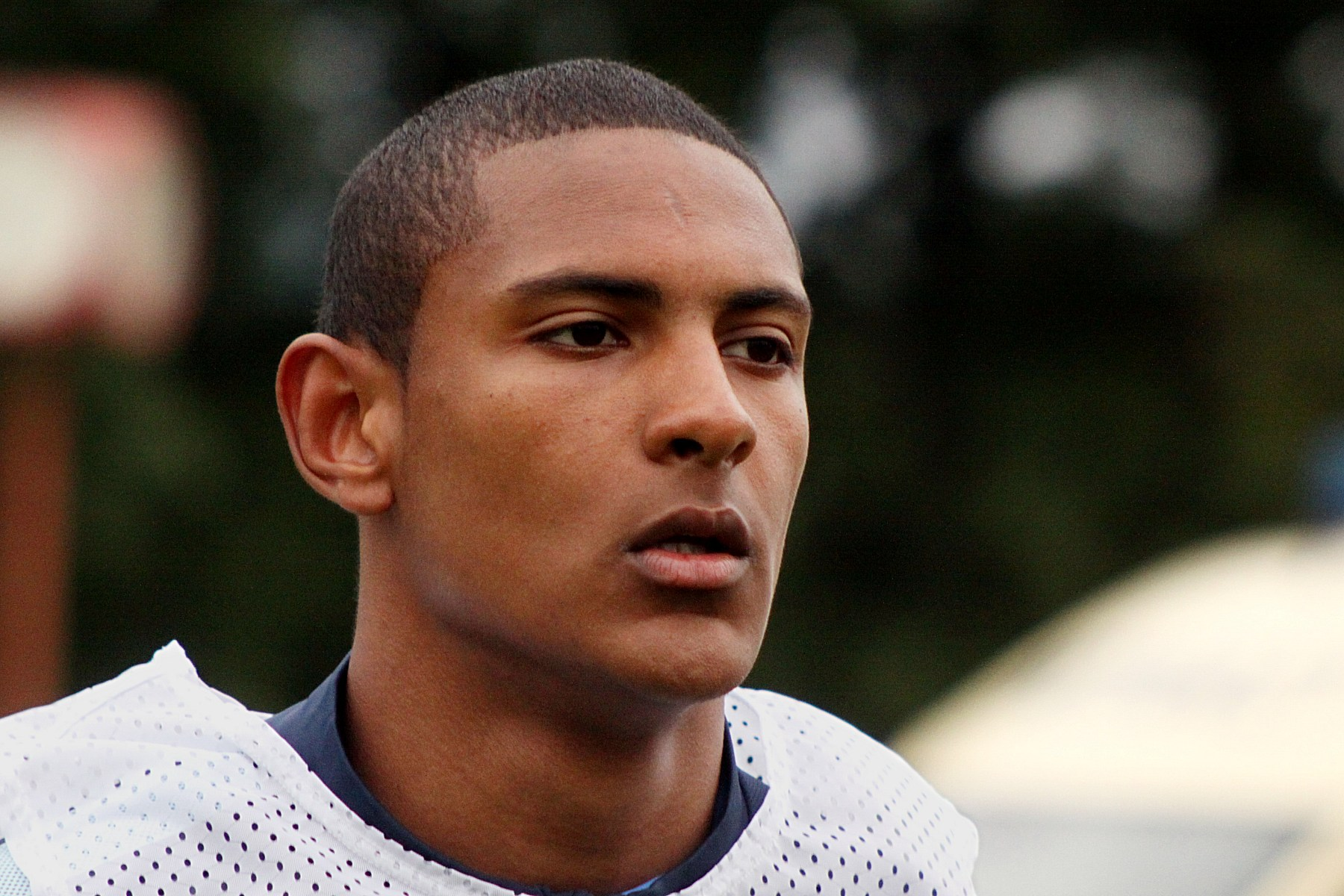
Haller cu Franța sub 19 ani în 2013

Haller a fost internațional de tineret a Franței, acolo unde și-a reprezentat țara natală la fiecare nivel de tineret și a totalizat 51 de selecții și 27 de goluri. A jucat cu echipa sub 17 ani la Cupa Mondială Under-17 din Mexic 2011, marcând într-o victorie cu 3-0 în fața Argentinei în meciul din grupa de deschidere.
La 14 noiembrie 2013, Haller și-a făcut debutul cu naționala sub 21 de ani, înlocuindu-l pe Anthony Martial în minutul 57 împotriva Armeniei în meciul de calificare europeană de la Toulouse și marcând pentru a încheia o victorie cu 6-0. A marcat un hat-trick pe 25 martie 2015 într-o victorie amicală cu același scor împotriva Estoniei și a făcut același lucru pe 10 noiembrie 2016 într-o victorie cu 5-1 împotriva Coastei de Fildeș pe Stade Pierre Brisson.

### Senior

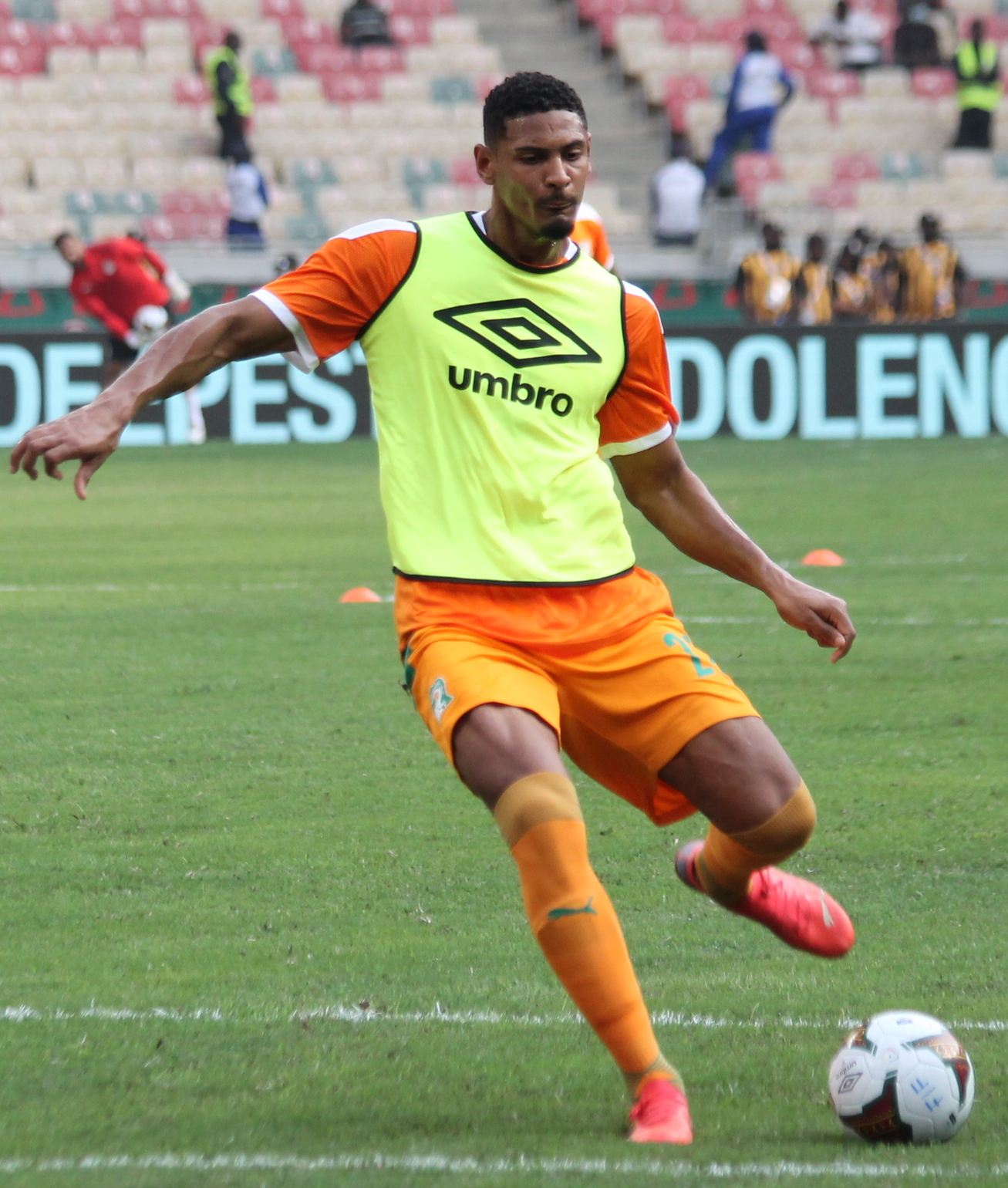
Haller jucând pentru Coasta de Fildeș în 2022

În noiembrie 2020, Haller a fost convocat la echipa națională a Coastei de Fildeș. A debutat într-o victorie de calificare pentru Cupa Africii pe Națiuni din 2021 în fața Madagascarului pe 12 noiembrie, marcând golul câștigător al echipei sale în minutul 55. A fost convocat pentru finala din Camerun, unde a marcat la remiza 2–2 din faza grupelor cu Sierra Leone; în optimile de finală împotriva Egiptului, a fost înlocuit la pauză în prelungiri în locul lui Maxwel Cornet, deoarece naționala sa a pierdut la penalty-uri.
În decembrie 2023, a fost numit în echipa ivoriană pentru Cupa Africii pe Națiuni din 2023, găzduită în țara sa natală. În meciul din semifinale împotriva RD Congo, a marcat singurul gol într-o victorie cu 1–0, care a calificat țara sa în finală. Ulterior, a marcat golul victoriei în meciul final împotriva Nigeriei, care s-a încheiat cu o victorie cu 2–1.

## Viața personală
În 2022, Haller a fost diagnosticat cu cancer testicular, pe care l-a depășit, revenind la fotbalul profesionist în ianuarie 2023.

## Titluri
Eintracht Frankfurt
- DFB-Pokal: 2017–18[17]

Ajax
- Eredivisie: 2020–21, 2021–22[18]
- Cupa KNVB: 2020–21[19]

Coasta de Fildeș
- Cupa Africii pe Națiuni: 2023[20]

Premii individuale
- Trofeul David Di Tommaso: 2015[21]
- Începătorul lunii din Bundesliga: octombrie 2017[22]
- Golul lunii în Premier League: decembrie 2020[23]
- Echipa lunii din Eredivisie: februarie 2022,[24] martie 2022,[25]
- Cel mai bun marcator din Eredivisie: 2021–22[26]